# لويس غريغوري
لويس غريغوري (24 مايو 1992 في المملكة المتحدة - ) (بالإنجليزية: Lewis Gregory)‏ هو لاعب كريكت بريطاني. لعب مع نادي مقاطعة سومرست للكريكت ‏ وDevon County Cricket Club ‏ ونادي مارليبون للكريكت ‏.

## وصلات خارجية
- لويس غريغوري على موقع إي آس بي آن كريك إنفو (الإنجليزية)